# Stadion Im Haag
Das Stadion Im Haag ist ein reines Fußballstadion in Idar-Oberstein, Stadtteil Idar. Seit 1990 ist es Heimat des SC 07 Idar-Oberstein.
Das Sportgelände „Im Haag“ verfügt insgesamt über einen Grundbesitz von 57.500 Quadratmeter. Im Mittelpunkt dieses Areals steht das Stadion mit dem Clubheim, das im Oktober 1992 nach knapp zweijähriger Bauzeit (Baubeginn 15. Oktober 1990) fertiggestellt wurde. Das Stadion besitzt eine Zuschauerkapazität von 4.000 Besuchern, davon 400 überdachte Sitzplätze. Das Clubheim mit Gaststätte, vier Umkleidekabinen, Massageraum und Gymnastikraum hat eine bebaute Fläche von 338 Quadratmetern. Das anschließend gebaute Pressegebäude, direkt neben dem Hauptbau, umfasst noch einmal zwei Kabinen für Mannschaften und eine kleine Kabine für Schiedsrichter, sowie den Gäste-WCs. Dazu kommt noch ein Konferenzraum im oberen Geschoss mit angrenzender Sprecherkabine.
Am 9. September 1996 hat der SC Idar-Oberstein seinen zweiten Rasenplatz unmittelbar neben dem Stadion fertiggestellt. Dieser Platz dient hauptsächlich als Trainings- bzw. Ausweichgelände. Als dritter Platz steht noch ein Sandspielfeld zur Verfügung, welches hauptsächlich von den Jugendabteilungen genutzt wird.
Daneben stellte der Verein 2010 den ersten und bisher einzigen Kunstrasenplatz in Idar-Oberstein fertig.
Im Jahr 1998 wurde ein Spiel zwischen den U21-Nationalmannschaften von Deutschland und Russland vor 6.000 Zuschauern ausgetragen.
5.000 Zuschauer sahen im gleichen Jahr das DFB-Pokal-Erstrundenspiel zwischen dem SC 07 Idar-Oberstein und Arminia Bielefeld (0:1).
Im Mai 2013 wurde bekannt, dass der SVN Zweibrücken in der Saison 2013/14 in der Regionalliga Südwest zu Beginn der Saison seine Heimspiele im Stadion Haag austrägt.

## Umbaumaßnahmen

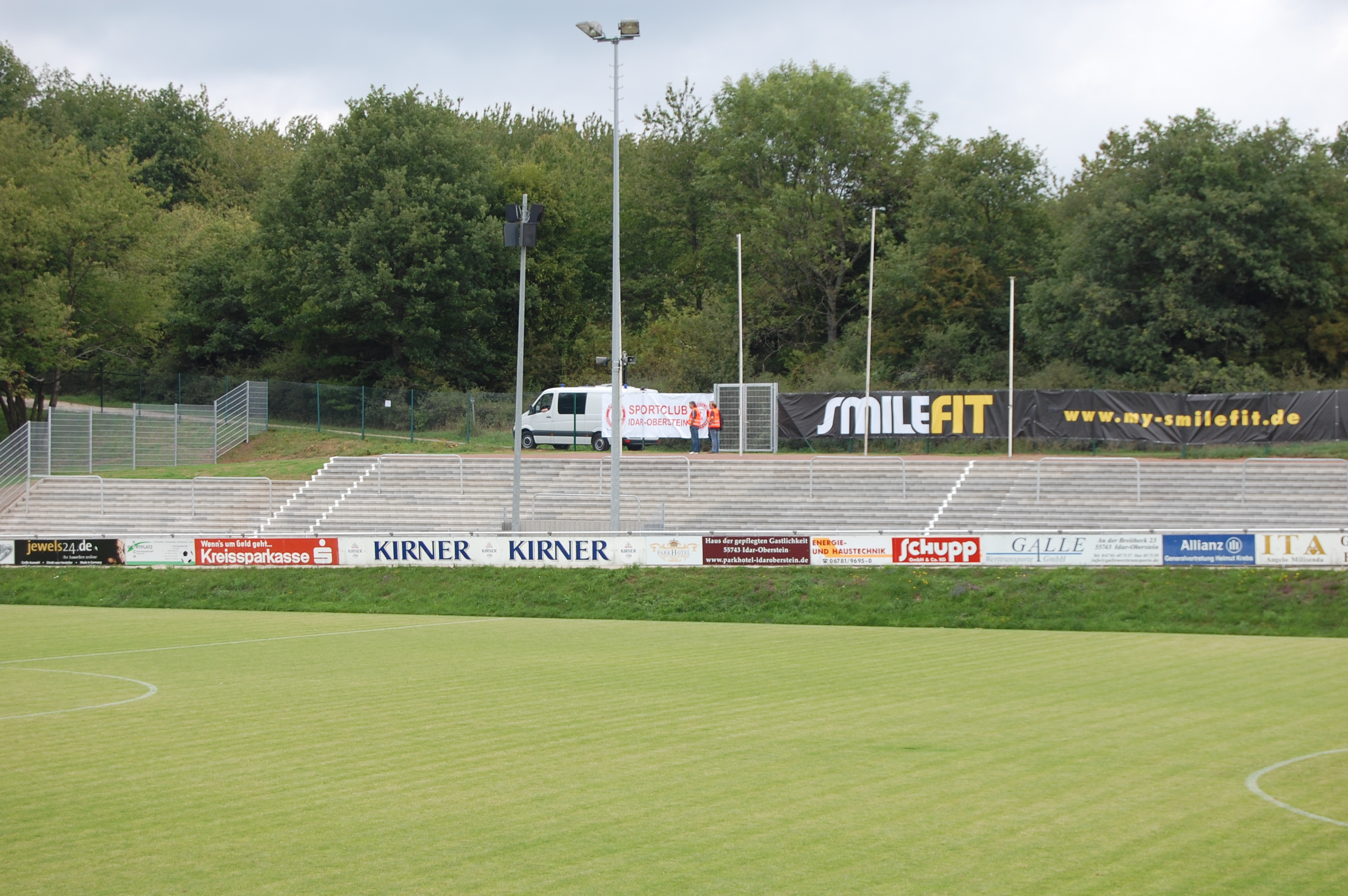
Stehplätze Gegengerade

Bereits im Jahre 2008 wurde aufgrund von neuen Auflagen ein komplett umzäunter Gästebereich hinter einem der beiden Tore installiert. Zudem wurden Telefonleitungen und ein separater Gästeeingang in Betrieb genommen. Hinter dem Gästeeingang befinden sich Busparkplätze. Der Gästebereich wurde im Spiel gegen den 1. FC Saarbrücken in der Saison 2008 vor 3200 Zuschauern eingeweiht.
Zur Regionalligasaison 2011/12 wurde auf der Gegengeraden eine Stehplatztribüne für 1500 Personen erbaut. Zudem wurde ein Zaun um das Spielfeld installiert, der nur von der Sitzplatztribüne unterbrochen wird. Für einen sicheren Spieler- und Schiedsrichtertransfer zwischen Spielfeld und Kabinen wurde der Aufgang zum Vereinsheim ebenfalls mit einem Zaun umrahmt, der vor, während und nach dem Spiel für die Zuschauer geöffnet werden kann.
Insgesamt wurde die Kapazität des Stadions von 6000 auf 4000 herabgesetzt.